# Chaniewicze (rejon świsłocki)
Chaniewicze (biał. Ханявічы; ros. Хоневичи) – agromiasteczko na Białorusi, w obwodzie grodzieńskim, w rejonie świsłockim, w sielsowiecie Chaniewicze.
15 listopada 1971 do Chaniewiczy przyłączono wieś Nowiki.
W dwudziestoleciu międzywojennym miejscowość leżała w Polsce, w województwie białostockim, w powiecie wołkowyskim, w gminie Łysków. 16 października 1933 utworzyła gromadę w gminie Łysków. Po II wojnie światowej weszła w struktury ZSRR.